# Thanks for the Memories
Thanks for the Memories (conocido como Gracias por los recuerdos en América hispana y España) es el episodio de estreno de la cuarta temporada de la serie de televisión estadounidense de drama sobrenatural y policíaca Grimm. El guion principal del episodio fue escrito por los cocreadores de la serie, David Greenwalt y Jim Kouf, mientras que la dirección estuvo a cargo de Norberto Barba. 
El episodio se transmitió originalmente el 24 de octubre del año 2014 por la cadena de televisión NBC, mientras que en América Latina el episodio se estrenó el 10 de noviembre del mismo año por el canal Universal Channel a solo unas cuantas semanas de su estreno original. El episodio, al igual que lo ocurrido con el episodio estreno de la segunda y tercera temporada, es una continuación directa de dos partes del final de temporada anterior. 
En este episodio Nick tiene que lidiar no solamente con la repentina pérdida de sus poderes sino también con la resolución de un caso que lo orilla a solicitar la ayuda de Trubel. Mientras en tanto la vida de Renard se pone en juego por su condición tras su intento de asesinato.

## Título y epígrafe
El título "Thanks for the Memories" (gracias por los recuerdos) es una expresión característica del inglés estadounidense para despedirse de alguien con quien se ha compartido un considerable tiempo de vida, en el momento que los caminos se bifurcan, utilizada muy frecuentemente en los cuadernos colegiales de graduación. La expresión ha sido usada también como título de una exitosa canción de la banda Fall Out Boy de Chicago, lanzada en 2007 y escrita solo con consonantes ("Thnks fr th Mmrs") al estilo de los mensajes de texto.   
El epígrafe del capítulo inaugural de la cuarta temporada es "knowledge is power" (el conocimiento es poder). Se trata de un aforismo universal que ha recibido varias formulaciones similares, en las más diversas culturas e idiomas. El registro textual más antiguo corresponde al imán Alí (599-661), primo y yerno de Mahoma, recogido en La cumbre de la elocuencia (en árabe نهج البلاغة, pronunciado Nahch al-Balaga), recopilación de sus sermones realizada en el siglo X. El británico Thomas Hobbes fue el primero en escribir el aforismo en latín (Scientia potentia est), en la versión en ese idioma de su célebre obra Leviathan publicada en 1668, aunque en el siglo anterior Roger Bacon se había aproximado considerablemente a dicha formulación. El dicho fue muy utilizado en alemán en la época de la unificación del país, como "Wissen ist Macht". Finalmente el dicho en inglés, fue receptado como lema de la Escuela de Estudios Orientales y Africanos (SOAS), fundada en 1916.
El título ("Gracias por los recuerdos") se relaciona con la trama policial del capítulo, en la que un wessen llamado Gedächtnis Esser, que textualmente en alemán significa "devorador de memorias", absorbe la memoria de un científico. El título también a modo de despedida del capitán Sean Renard, que muere en este capítulo.
El epígrafe ("El conocimiento es poder") también se relaciona con la trama policial del capítulo, en la que el robo de la memoria del científico es utilizada como poder, en una trama policial que no acapa en este capítulo. Secundariamente, el epígrafe tiene que ver con la situación en la que ha quedado Truble, luego de que Nick perdiera sus poderes de Grimm, y la necesidad de la joven grimm de recurrir a las memorias familiares, para consolidar su poder como única grimm restante.

## Argumento
Poco después de haber recibido varios balazos de parte de Weston Steward, Renard es hospitalizado y comienza a ser sometido a una cirugía de emergencia. En otra parte de Portland, Nick y Hank se ven obligados a instruirle a Trubel a que diga la verdad sobre su pelea con Steward ya que lo mató en defensa propia. Al llegar al hogar de Nick y Juliette, lo encuentran rodeado por varios agentes del FBI que se encuentran investigando el crimen recién cometido allí. En un principio Trubel se pone nerviosa pero esta sigue los consejos de sus amigos y les explica todo a los agentes, principalmente a la una de ellas, la Agente Chávez quien parece sospechar de ella y poco después descubre que hay un Grimm viviendo en el hogar al encontrar los diarios de Grimm que Wu se encontraba analizando. Algunas horas después, Monroe y Rosalee regresan de su boda, para averiguar lo que le pasó al capitán y a ofrecer su ayuda para solucionar lo que le ocurrió a Nick. Pese a que este último no desea ocuparse de la pérdida de sus poderes, ambos wesen se preocupan por el bienestar de sus amigos. 
En Viena al enterarse de lo ocurrido a Renard, el príncipe Viktor y su ayudante Rispoli comienzan a preguntarse si el golpe dado al príncipe podría ponerlos en una posición comprometedora con el rey y padre de este. En otra parte de Portland, un wesen similar a un pulpo visita a un agente del gobierno y lo ataca, robándole sus recuerdos. Sin embargo cuando la novia de su víctima llega repentinamente a la casa, el wesen se ve obligado a eliminarla. En la comisaría Nick y Hank tratan de rastrear a Adalind pero descubren que esta ha viajado de nuevo a Vienna, poco después son llamados del hospital con noticias sobre Renard. Los doctores les informan a los detectives que el hombre no va a sobrevivir y deberían buscar a sus familiares lo más pronto posible. Esa misma noche Nick y Juliette están teniendo problemas para descansar, con el primero preguntándose que será de su vida ahora que ya no es un Grimm, a pesar lo ocurrido en su noviazgo, Juliete decide darle a Nick una nueva oportunidad sabiendo que el no la había engañado a propósito. 
En otra parte de la ciudad el wesen se reúne con uno de sus aliados con quien comparte algo de la información que extrajo y se compromete a terminar su misión al rastrear a otra potencial víctima. Nick y Hank son llamados para investigar el homicidio de Alexandra y el ataque a Henry Slocombe, quien es incapaz de recordar lo que le ocurrió y tiene terribles heridas en la parte posterior de su cabeza y en su hipotálamo.  Al investigar las heridas y a un posible Wesen responsable de lo ocurrido, Nick, Hank y Trubel descubren a los Gedächtnis Esser, una especie de wesen con similitud a un pulpo y dotados con la misteriosa habilidad de robar los recuerdos de sus víctimas con ayuda de sus tentáculos.
Conforme la investigación progresa, Nick y Hank descubren inconscientemente la identidad del wesen como Lawrence Anderson y para sacarse de dudas ambos solicitan la ayuda de Trubel para que lo compruebe. Mientras Trubel se prepara para seguir al Wesen Nick le instruye que lo haga con cuidado. Mientras en el hospital Renard entra en una crisis de convulsiones que resultan en su muerte, la escena es contemplada por una mujer que recién llegó a verlo.

### Detalles
Algunos detalles de los diálogos del episodio:

-Nick: Oye no quiero que arruines tu vida por mi.
-Monroe: ¡Oye! Ni siquiera tendría una vida que arruinar si no fuera por ti.

-Juliette: ¿Estarás bien?
-Nick: No lo se, sabes, es raro ya no ser raro.

## Elenco
- David Giuntoli como Nick Burkhardt.
- Russell Hornsby como Hank Griffin.
- Bitsie Tulloch como Juliette Silverton.
- Silas Weir Mitchell como Monroe.
- Sasha Roiz como el capitán Renard.
- Reggie Lee como el sargento Wu.

## Producción
Los primeros detalles de la cuarta temporada comenzaron a ser anunciados poco después del final de la tercera temporada, donde los creadores de la serie anunciaron algunos detalles de la misma como la exploración de la vida de Nick sin sus poderes, así como que el episodio sería una continuación directa desde los últimos minutos del antecesor.
Algo de material promociona de la serie, como la imagen oficial de uno de los wesen nuevos fueron anunciadas en el verano de 2014 antes de la filmación de la cuarta temporada.

### Actuación
El episodio presentó a las actrices Elizabeth Rodríguez y Louise Lombard en los papeles de la agente Chávez y Elizabeth Lascelles quienes se volverían personajes más recurrentes en el resto de la temporada.

## Recepción

### Audiencia
En el día de su transmisión original en los Estados Unidos por la NBC, el episodio fue visto por un total de 4.450.000 de telespectadores.

### Crítica
Kevin McFarland de AV Club le dio a episodio una C- en una categoría de la A a la F argumentando: "Casi todo lo que salió mal en el episodio de la semana pasada, fue centrarse demasiado en los personajes episódicos y no en el desarrollo de Nick/Monroe/Hank, una pequeña exploración de cualquier relación que se ha desarrollado hasta la fecha. Eso no pasa aquí, y en su lugar es reemplazado por un episodio más tenso y emocionante, que se las arregla para pasar por un dato interesante de los Wesen, al mismo que tiempo que avanza lentamente al hecho evidente de que tarde o temprano Nick tendrá que decirle a Juliette quien es en realidad".